# Parlamentswahl in Tadschikistan 2000
Die Parlamentswahl in Tadschikistan 2000 wurde am 27. Februar 2000 mit einer Stichwahl am 12. März 2000 abgehalten. Die Parlamentswahl im Jahr 2000 war eine wichtige Etappe im Prozess der Friedenssicherung in Tadschikistan nach dem Tadschikischen Bürgerkrieg, der 1997 offiziell beendet werden konnte.

## Wahlsystem
Das Wahlsystem in Tadschikistan war ein Ergebnis der Friedensverhandlungen zwischen der Opposition, die hauptsächlich aus regionalen und islamischen Gruppen bestand, und der Regierung unter Präsident Emomalij Rahmon. Es basiert auf einer Kombination aus Mehrheitswahl und Verhältniswahl zur Vergabe der insgesamt 63 Mandate im tadschikischen Parlament, dem Maschlisi Milli. 41 Mandate werden nach dem Prinzip der Mehrheitswahl in 41 Wahlbezirken vergeben, wobei der siegreiche Kandidat die absolute Mehrheit der abgegebenen Stimmen auf sich vereinen muss. Gelingt dies keinem der angetretenen Kandidaten, ist eine Stichwahl zwischen den beiden erfolgreichsten Kandidaten des ersten Wahlgangs vorgesehen. Des Weiteren ist eine Wahlbeteiligung von über 50 % notwendig für die Gültigkeit des Ergebnisses. Die übrigen 22 Mandate werden durch eine Verhältniswahl über die Wahllisten der Parteien vergeben. Dabei ist der landesweite Stimmanteil der Parteien entscheidend für die Vergabe der Mandate, es gilt außerdem eine Sperrklausel von 5 % der abgegebenen Stimmen.

## Hintergrund
Im Laufe des Tadschikischen Bürgerkrieg konnte sich Rahmon als neuer Präsident Tadschikistans durchsetzen. 1997 wurde ein Friedensvertrag zwischen der Vereinigten Tadschikischen Opposition und der Regierung um Rahmon geschlossen, der unter anderem die Einrichtung einer Nationalen Versöhnungskommission, die Freilassung von Oppositionsführern und die Möglichkeit der demokratischen Partizipation oppositioneller Parteien beinhaltete. Die Verständigung zwischen Regierung und Opposition wurde im Zuge der Präsidentschaftswahl in Tadschikistan 1999 mit ernsthaften Schwierigkeiten konfrontiert, nachdem die Opposition nach Hinweisen auf Unregelmäßigkeiten bei der Wahl und der Benachteiligung der oppositionellen Kandidaten mit einem Boykott der Wahl drohte. Dieser konnte durch ein Abkommen zwischen Präsident Rahmon und dem Parteivorsitzenden der Islamische Partei der Wiedergeburt Tadschikistans, Said Abdullo Nuri, verhindert werden. Dabei verständigten sich beide Parteien auf die Anerkennung der Ergebnisse der Präsidentschaftswahl 1999 und verpflichteten sich zur Abhaltung pluralistischer und freier Parlamentswahlen im Jahr 2000.

## Parteien und Kandidaten
Die Parteienlandschaft in Tadschikistan war im Vorfeld der Wahl erheblichen Veränderungen unterworfen. Nachdem während des Bürgerkriegs zahlreiche oppositionelle Parteien verboten wurden, wurde deren Neugründung im Zuge der Verständigung zwischen Regierung und Opposition nach 1997 teilweise wieder zugelassen. Nachdem auf diese Weise eine vielfältige und pluralistische Parteienlandschaft entstanden war, kam es in den Monaten vor der Wahl vermehrt zu Einschränkungen. Sechs Parteien wurden verboten oder suspendiert, zumeist auf Grund formaler Fehler bei der Registrierung oder wegen Verstößen gegen Vorschriften des Wahlrechts während des Wahlkampfes. Diese verschärfte Vorgehensweise der Regierung sorgte für Bedenken hinsichtlich des fairen Ablaufs der Wahl seitens der Opposition. Mit der Islamischen Partei der Wiedergeburt Tadschikistan und der Demokratischen Partei Tadschikistans wurden im August 1999 zwei der wichtigsten Oppositionsparteien zur Wahl zugelassen. Zudem standen zahlreiche Oppositionspolitiker suspendierter Parteien auf den Wahllisten anderer Parteien oder stellten sich als unabhängige Kandidaten in einem der Wahlbezirke zur Wahl. Auf diese Weise entstand ein politischer Wettbewerb zwischen den verschiedenen Parteien und Kandidaten. Nach dem umstrittenen Registrierungsprozess waren letztlich sechs Parteien zu der Wahl zugelassen:
- Volksdemokratische Partei Tadschikistans, die Partei des Präsidenten Rahmon
- Islamische Partei der Wiedergeburt Tadschikistans, eine der wichtigsten Oppositionsparteien und politisches Sprachrohr der islamischen Opposition gegen Rahmon
- Kommunistische Partei Tadschikistans, die KP Tadschikistans unterstützte Präsident Rahmon in den Jahren des Bürgerkriegs, ab 1998 kam es aber zu Spannungen zwischen der Volksdemokratischen Partei und der Kommunistischen Partei, sodass diese dem oppositionellen Lager zuzuordnen war
- Demokratische Partei Tadschikistans, ebenfalls eine oppositionelle Partei mit weniger starker regionaler Verwurzelung, starke Wählerschaft in den Städten des Landes
- Sozialistische Partei Tadschikistans, die Sozialistische Partei unterstützte Präsident Rahmon. Ihre Wählerschaft war vor allem im Raum Chudschand konzentriert. Nach der Ermordung des Parteivorsitzenden 1998 befand sich die Partei in einer Führungskrise
- Neue Opposition, ein Zusammenschluss kleinerer Parteien und nicht-registrierter Oppositionsparteien, die über die Mehrheitswahl in den Wahlbezirken in das Parlament einziehen wollten

Das Kandidatenfeld war durch bedeutende regionale, politische und ideologische Unterschiede gekennzeichnet. Die stark regionale Bedeutung von Parteien, die bereits den Tadschikischen Bürgerkrieg geprägt hatte, wurde auch bei den Parteien der Parlamentswahl 1999 deutlich. Lediglich die Volksdemokratische Partei und die Kommunistische Partei verfügten über eine landesweite Organisationsstruktur, alle anderen Parteien gewannen ihre Wähler zu weiten Teilen in einzelnen Regionen Tadschikistans.

## Wahlkampf
Der Wahlkampf war überschattet von einer Reihe gewaltsamer Auseinandersetzungen, bei denen insgesamt elf Menschen starben. Ein Kandidat der Volksdemokratischen Partei starb bei einem Bombenanschlag, bei einer Wahlkampfveranstaltung der Islamischen Partei der Wiedergeburt Tadschikistans kam es zu einem Schusswechsel. Diese und weitere Ereignisse sorgten für eine unsichere und aufgeladene Stimmung im Vorfeld der Wahl. Wahlkampfveranstaltungen fanden generell nur in geringem Maße statt, was auch an den stark begrenzten Möglichkeiten zur Finanzierung eines aufwendigen Wahlkampfs lag. Wahlplakate wurden von sämtlichen Parteien im Wahlkampf eingesetzt, allerdings ebenfalls nur in begrenztem Maße und meist auf die größeren Städte des Landes beschränkt. Eine zentrale Rolle im Wahlkampf spielte das Fernsehen, wobei insbesondere die staatlichen Sender ein breites Publikum erreichen. Allen Parteien wurde dabei im Staatsfernsehen Sendezeit eingeräumt.

## Ergebnis

Sitzverteilung nach der Parlamentswahl 2000

Die Wahl ergab eine absolute Mehrheit für die Volksdemokratische Partei, die insgesamt 36 Mandate erringen konnte. Des Weiteren zogen Abgeordnete der Kommunistischen Partei und der Islamischen Partei der Wiedergeburt Tadschikistans in das neu gewählte Parlament ein. In drei der 41 Wahlbezirke wurde der erste Wahlgang auf Grund erheblicher Mängel bei der Durchführung der Wahl für ungültig erklärt. In einem der drei betroffenen Bezirke kam es zu einer Neuwahl, die beiden anderen Mandate blieben vorerst vakant. Die Wahlbeteiligung im ersten Wahlgang wurde offiziell mit 93,36 % angegeben.
| Partei                                            | Stimmen (absolut) | Stimmanteil | Mandate (Verhältniswahl) | Mandate (Mehrheitswahl) | Mandate (gesamt) |
| ------------------------------------------------- | ----------------- | ----------- | ------------------------ | ----------------------- | ---------------- |
| Volksdemokratische Partei Tadschikistans          | 1.741.540         | 064,91 %    | 15                       | 21                      | 36               |
| Kommunistische Partei Tadschikistans              | 0.547.076         | 020,39 %    | 05                       | 08                      | 13               |
| Islamische Partei der Wiedergeburt Tadschikistans | 0.196.105         | 07,31 %     | 02                       | 0                       | 02               |
| Demokratische Partei Tadschikistans               | 0.094.963         | 03,54 %     | 0                        | 0                       | 0                |
| Neue Opposition                                   | 0.035.414         | 01,32 %     | 0                        | 0                       | 0                |
| Sozialistische Partei Tadschikistans              | 0.037.728         | 01,22 %     | 0                        | 0                       | 0                |
| Unabhängige                                       | -                 | -           | 0                        | 10                      | 10               |
| Vakant                                            | -                 | -           | -                        | 02                      | 02               |
| Gesamt                                            | 2.683.010         | 100,00 %    | 22                       | 41                      | 63               |

## Bewertung
Die Durchführung der Parlamentswahl und der demokratische Wettbewerb zwischen ehemaligen Kriegsgegnern fand allgemein Anerkennung. Die Parlamentswahl wurde als ein wichtiger Schritt im Friedensprozess nach dem blutigen Bürgerkrieg in Tadschikistan gewertet, gleichzeitig wurde seitens der Beobachtermission der Organisation für Sicherheit und Zusammenarbeit in Europa deutlich gemacht, dass die Wahl demokratische Standards in vielen Bereichen verfehlt habe. Kritisiert wurde dabei die mangelnde Transparenz bei der Durchführung der Wahl und der Auszählung der Stimmen. Zahlreiche Unregelmäßigkeiten wurden in allen Landesteilen berichtet und sorgten in drei Wahlbezirken sogar für die Annullierung der Wahl. Human Rights Watch kritisierte hinsichtlich der Wahl insbesondere die Unregelmäßigkeiten bei der Registrierung der Kandidaten und Parteien und die Vorteile der Regierungspartei bei der Darstellung in den Medien. Einen Rückschlag für die Friedensbemühungen stellten die Gewalttaten im Vorfeld der Wahl dar. Die Beobachter der OSZE kamen aber zu dem Schluss, dass auch nach der Wahl der Wille zur Fortsetzung des Friedensprozesses auf allen Seiten weiterhin gegeben war.